# Бачва
Бачва или буре је затворена посуда већих димензија за чување течности — најчешће вина али и пива и ракије. Традиционалне бачве су дрвене са гвозденим обручима, док се данас производе челичне, гвоздене и пластичне.
Занатлија који израђује бачве је бачвар или пинтер.
Прве бачве су израдили Готи. Римљани су их почели израђивати у III веку, док су прије њих за чување течности користили амфоре и сличне посуде.
Барел је мјерна јединица за волумен бачве и износи 159 l), тј. волумен стандардне бачве (енгл. barrel — бачва).

## Галерија
- Буренце поред једног ресторана у Сокобањи
- Буре као украс у Сокобањи
- Дрвене бачве
- Бурад у Винском подруму Малча
- Стара бачва из двадесетог века. Користи се у Грзи за кишницу 2021.г.
- Бурад за вино. (Музеј Херцеговине, Требиње)
- Бозаџијска посуда. (Музеј Семберије у Бијељини )